# مندوكة أنديزية
مندوكة أنديزية (الاسم العلمي: Manduca andicola) هي نوع من الحشرات تتبع جنس المندوكة من فصيلة العثث الأبو الهول.